# Vermont and Massachusetts Railroad
Die Vermont and Massachusetts Railroad (VT&MA) ist eine ehemalige Eisenbahngesellschaft in Massachusetts und Vermont (Vereinigte Staaten). Sie bestand als eigenständige Gesellschaft von 1843 bis 1919.

## Geschichte

### Vorgeschichte
Die Fitchburg Railroad hatte 1845 ihre Strecke von Boston nach Fitchburg fertiggestellt. Schon während des Baus plante man, die Strecke weiter nach Westen bis an den Connecticut River zu verlängern. Als Endpunkt der Strecke wurde Brattleboro gewählt. Aus diesem Grund gründete man am 31. Oktober 1843 die Brattleboro and Fitchburg Railroad in Vermont. Am 15. März 1844 folgte die Vermont and Massachusetts Railroad, die zunächst nur in Massachusetts gegründet wurde. Am 21. November 1844 wurde die Vermont&Massachusetts formal aufgestellt. Die beiden Gesellschaften fusionierten am folgenden Tag.

### Bau des Netzes
Unmittelbar nach Fertigstellung der Fitchburg Railroad begann der Bau auf der VT&MA von Fitchburg aus. Im September 1847 ging der Abschnitt bis Baldwinsville in Betrieb. Die im Oktober des gleichen Jahres eröffnete Cheshire Railroad hatte ein Mitbenutzungsrecht für die VT&MA-Strecke zwischen Fitchburg und South Ashburnham ausgehandelt. Im April 1849 war die Strecke bis Brattleboro fertiggestellt. Außerdem erwarb die Bahngesellschaft 1848 die Konzession für eine Strecke von Grout's Corner nach Greenfield der Greenfield and Fitchburg Railroad Company, die Ende 1850 eröffnet wurde. Die 90 Kilometer lange Bahnstrecke Fitchburg–Greenfield wurde zur Hauptstrecke der Bahn. Die 34 Kilometer lange Zweigstrecke von Grout's Corner nach Brattleboro blieb jedoch weiterhin von Bedeutung, sie stellte die nördliche Verlängerung der New London Northern Railroad (NLNR) dar, die 1867 bis Grout's Corner/Millers Falls eröffnet wurde. 1870 nahm die VT&MA eine etwa neun Kilometer lange Zweigstrecke nach Turners Falls in Betrieb, wo sich bedeutende Industrieanlagen befanden. Insgesamt betrug die Streckenlänge der VT&MA also 133 Kilometer.

### Weitere Entwicklung
Die Vermont&Massachusetts führte ab 1868 den Betrieb auf der Troy and Greenfield Railroad, die die Hauptstrecke von Greenfield bis zum in Bau befindlichen Hoosac-Tunnel verlängert hatte. Ab 1. Dezember 1870 pachtete die Rutland Railroad den Abzweig von Millers Falls nach Brattleboro von der VT&MA zunächst für 15 Jahre. Einen Monat später wurde die Rutland durch die Central Vermont Railroad (CV) ihrerseits geleast, die auch den Vertrag mit der VT&MA übernahm. Da die CV auch die NLNR gepachtet hatte, wurde der Abzweig nach Brattleboro fahrplantechnisch mit dieser Bahn verbunden. Die NLNR erwarb schließlich die Strecke Millers Falls–Brattleboro am 1. Mai 1880.
Bereits vorher, am Neujahrstag 1874, pachtete die Fitchburg Railroad den verbleibenden Teil der VT&MA, nämlich die Hauptstrecke Fitchburg–Greenfield sowie den Abzweig nach Turner’s Falls. Nachdem 1900 die Boston and Maine Railroad die Fitchburg geleast hatte, übernahm sie auch den Pachtvertrag über die VT&MA, die am 1. Januar 1919 schließlich durch die Boston&Maine aufgekauft wurde.
Die Hauptstrecke sowie der Abzweig nach Brattleboro sind noch heute in Betrieb. Die Hauptstrecke wird durch die Pan Am Railways betrieben, die Strecke nach Brattleboro durch die New England Central Railroad sowie im Personenverkehr durch die Amtrak. Der Abzweig nach Turners Falls ist stillgelegt.